# Drachenhort (Spiel, 1985)
Drachenhort ist ein Fantasy-Brettspiel von Dan Glimne und Jakob Bonz.

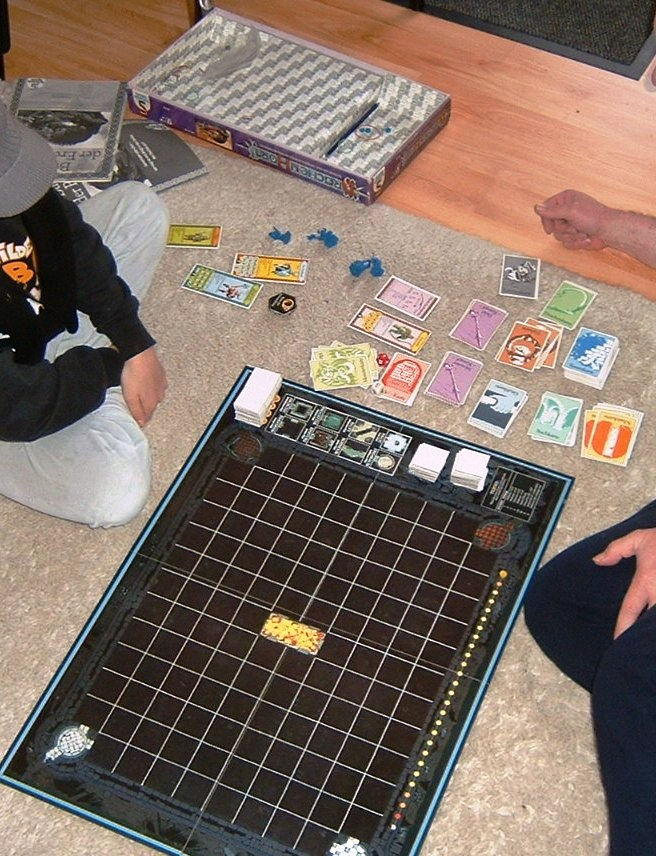
Drachenhort Anfangssituation

Das Spiel erschien 1985 in Schweden als Drakborgen beim schwedischen Spieleverlag Alga, welcher kurz zuvor vom Spielwarenhersteller Brio übernommen wurde. Alga brachte 1987 eine dänische Version als Drageborgen und eine norwegische Version als Skatten i borgen heraus. Im selben Jahr erschien eine englische Version als Dungeonquest beim britischen Spielehersteller Games Workshop. Schmidt Spiele brachte dann eine deutsche Version 1990 als Drachenhort heraus.

## Inhalt und Zubehör
Neben dem 70 × 50 cm großen Spielplan und den 4 Plastikspielfiguren, die zum Teil unterschiedliche Talente, wie es in Pen-&-Paper-Rollenspielen üblich ist, besitzen, enthält die Spieleschachtel noch 81 Raumteile und 70 Raumkarten. Dazu gehören noch insgesamt 98 andere Karten, die zur Schatzsuche, zum Türeöffnen oder Kämpfen, sowie zur Darstellung von Fallen, Monstern und Schätzen genutzt werden. 2 Würfel 7 Holzmarker und 7 Ringdarstellungen vervollständigen das Material.

## Beschreibung
Es handelt sich um ein Fantasy-Brettspiel mit einem variablen Spielbrett. Ein bis vier Spieler führen ihre Figur durch einen Dungeon (Kerker, Verlies), wobei sie von allerlei Ungeheuern und Fallen bedroht, möglichst viele Schätze einsammeln und den Dungeon wieder lebend verlassen sollen. Hierfür stehen ihnen 26 Runden zur Verfügung. In jeder Runde wird der Sonnenstein um eine Stunde vorgerückt. Wenn die Sonne untergeht, stirbt jeder, der es nicht bis zum Ausgang geschafft hat. Jedes Mal, wenn ein Spieler einen neuen Raum betreten möchte, muss er eine Raumkarte ziehen, um festzustellen, was sich in diesem Raum befindet. Die größten Schätze gibt es natürlich in der von einem Drachen bewachten Schatzkammer. Von dort ist es allerdings ein langer Weg zurück zum Ausgang. Die Chancen, die Schatzkammer zu erreichen und zu überleben, sind unter 50 %.

### Besonderheiten
Trifft ein Charakter auf ein Monster, so kann er den Kampf oder die Flucht wählen. Der Kampf wird nach dem Prinzip des Schere, Stein, Papier-Spiels  ausgetragen und bei Verlust werden dem Spieler Lebenspunkte abgezogen, was durch die Holzmarker auf den Charakterblättern dargestellt wird. Eine Spielfigur, der Elf, kann sogar mit dem Bogen umgehen. 
Im Gegensatz zu einem Pen-&-Paper-Rollenspiel besitzt der Einzelne bei Drachenhort jedoch kaum Handlungsfreiheit. Die Karten bestimmen weitgehend das Schicksal. Manchmal ist das Spiel schon frühzeitig beendet, wenn aus einem Raum kein Entkommen mehr möglich ist.

## Erweiterungen
Alga brachte 1987 eine Erweiterung als Drakborgen II heraus. Games Workshop splittete diese Erweiterung auf und brachte diese dann als Erweiterungen Heroes for Dungeonquest (1987) und Dungeonquest: Catacombs (1988) heraus.

## Neuauflagen
2010 wurde das Spiel unter dem Titel DungeonQuest in englischer Sprache bei Fantasy Flight Games und unter dem gleichen, englischen Titel beim Heidelberger Spieleverlag wiederaufgelegt.